# Vieste
Vieste – miejscowość i gmina we Włoszech, w regionie Apulia, w prowincji Foggia.
Według danych na rok 2004 gminę zamieszkiwało 13 414 osób, 80,3 os./km².
Vieste to największa miejscowość górzystego półwyspu Gargano w południowych Włoszech, nastawiona na rozwój turystyki ze względu na nadmorskie położenie i odległą jedynie o kilkanaście kilometrów, położoną w górach puszczę Foresta Umbra. Vieste słynie z zabytkowej starówki położonej na klifie, licznych plaż i zatok oraz z dużej ilości hoteli i kempingów.

## Bibliografia

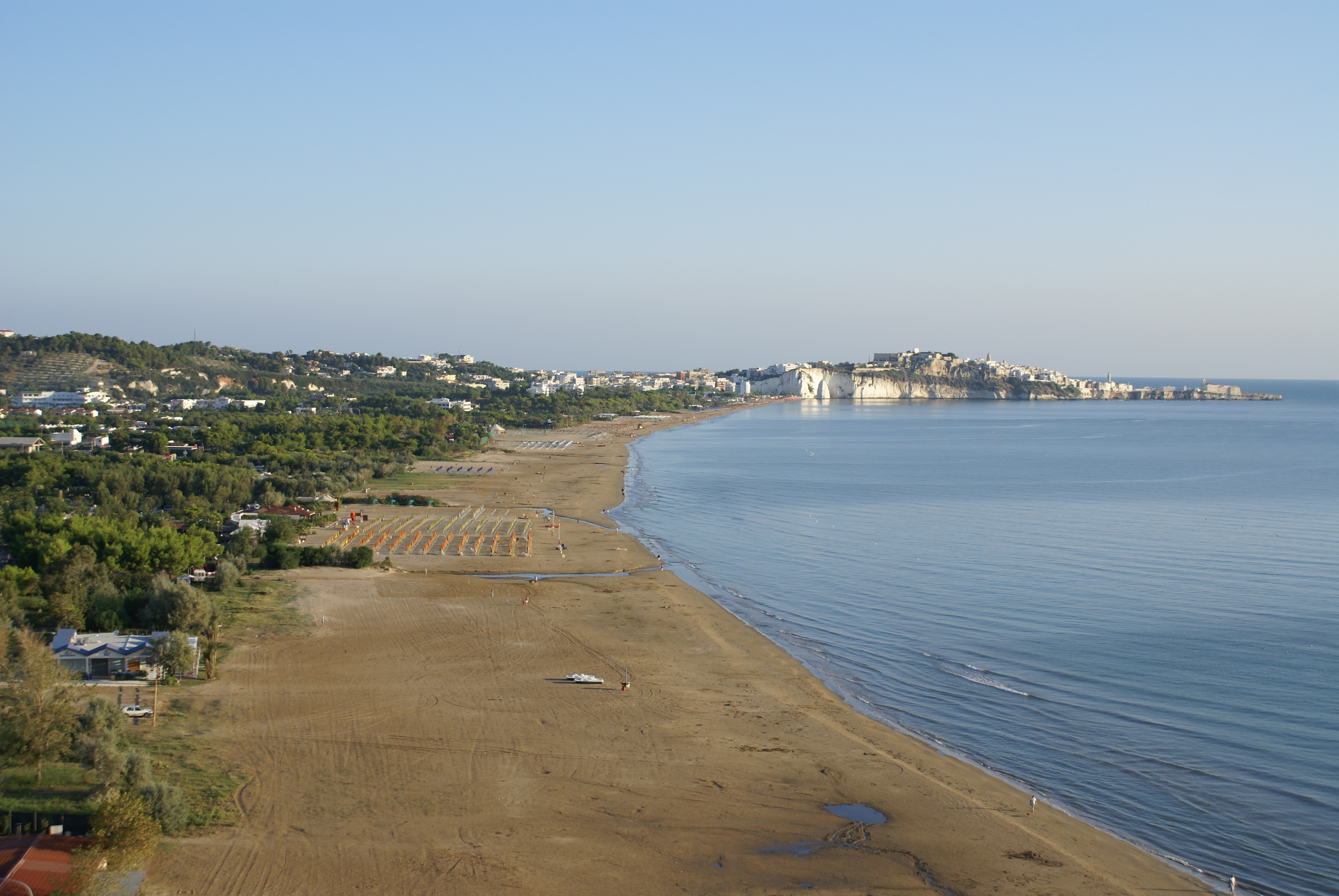
Vieste, widok od strony wybrzeża

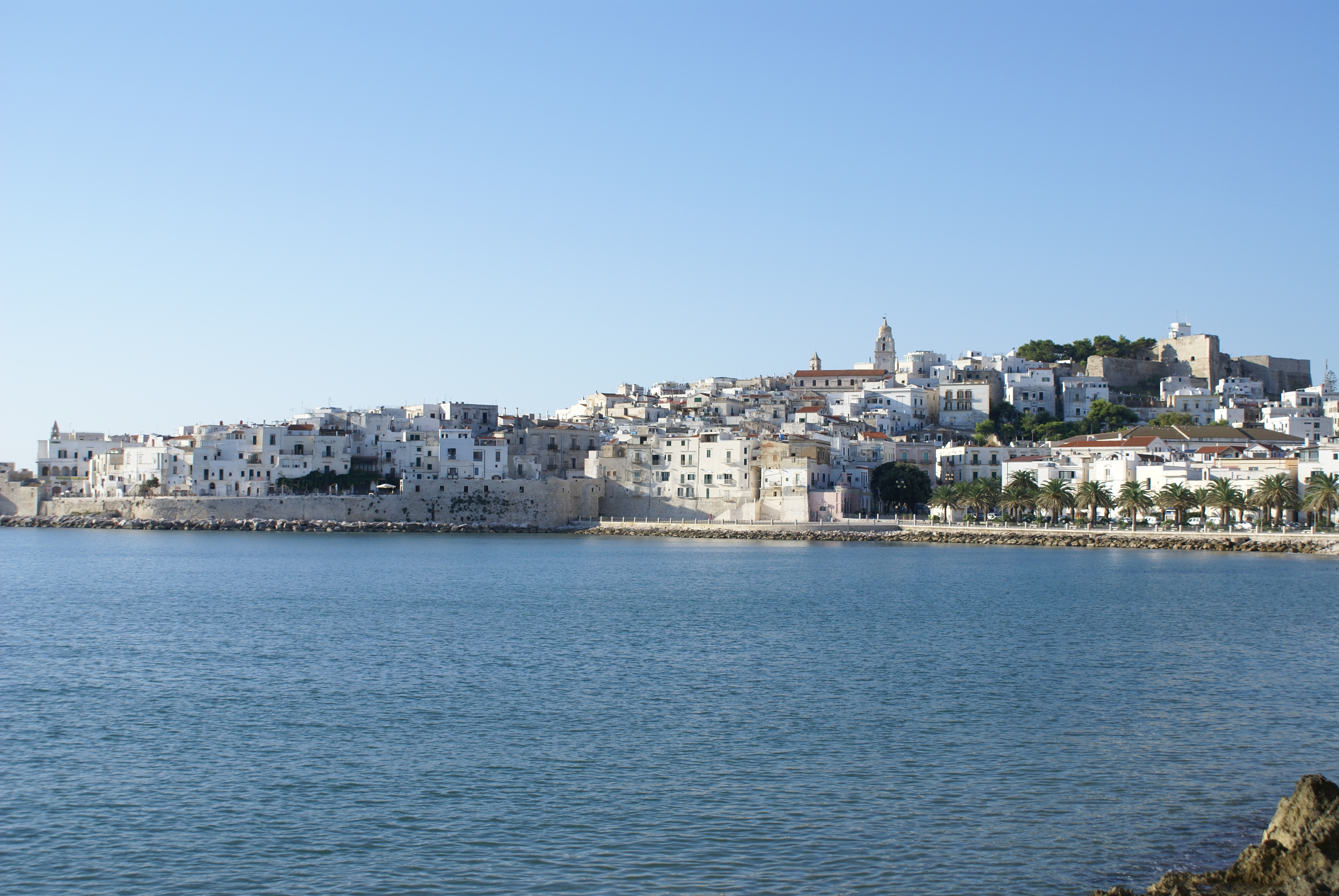
Vieste, widok od strony portu